# دارين ريتشي
دارين ريتشي (بالإنجليزية: Darren Ritchie) هو منافس ألعاب قوى بريطاني، ولد في 1975.

## وصلات خارجية
- دارين ريتشي على موقع الاتحاد الدولي لألعاب القوى (الإنجليزية)